# Mornico Losana
Mornico Losana (lombardul: Murnigh) település Olaszországban, Lombardia régióban, Pavia megyében. Lakosainak száma 601 fő (2023. január 1.). Mornico Losana Oliva Gessi, Pietra de’ Giorgi, Santa Giuletta, Torricella Verzate és Montalto Pavese községekkel határos.

## Népesség
A település lakossága az elmúlt években az alábbi módon változott:
| Lakosok száma | 631  | 621  | 601  |
|               | 2017 | 2018 | 2023 |